# Cosmopolitan Brasil
Cosmopolitan Brasil (originalmente conocida como Nova entre 1973 y 2015) fue una revista mensual de Editora Abril dedicada a la audiencia femenina y miembro de la cadena internacional Cosmopolitan. Fue lanzado en Brasil en septiembre de 1973 bajo el nombre de Nova y ya forma parte de la red internacional de revistas. Según Editora Abril, la revista tiene una circulación mensual de aproximadamente 400 mil copias. El contenido editorial de todas las ediciones se compone de los siguientes temas: amor / sexo, vida / trabajo, personas famosas, belleza / salud y moda / estilo. En 2015, se renombró con el nombre de la sede, Cosmopolitan (aunque "Nova" permanece en el encabezado).
El perfil del lector de Cosmo es el de una mujer joven, que trabaja afuera y tiene entre 18 y 49 años, de las clases A, B y C. El 6 de agosto de 2018, se anunció la interrupción de la circulación de la revista, junto con 9 títulos más.